# Vasil Kuleski
Vasil Kuleski (* 21. März 1993 in Wien) ist ein österreichischer Fußballspieler mazedonischer Abstammung auf der Position eines Mittelfeldspielers. Zurzeit spielt er bei SK Rapid Wien in der Bundesliga, der höchsten österreichischen Spielklasse, sowie bei den Amateuren des SK Rapid in der Regionalliga Ost, der dritthöchsten Spielklasse.

## Karriere

### Jugend
Kuleski begann seine Karriere in der Jugendmannschaft des 1. Simmeringer SC, wo er 2000 mit dem Fußballspielen begann. 2006 wurde er vom Bundesligaklub SK Rapid Wien in dessen Jugendabteilung geholt. Durch gute Leistungen in der TOTO-Jugendliga U-19, wo er in zehn Spielen fünf Tore erzielte, wurde er in die Amateurmannschaft der Grün-Weißen geholt.

### Vereinskarriere
Sein Debüt bei den Amateuren gab er am 16. April 2010 gegen den ASK Baumgarten. Kuleski spielte bis zur 64. Minute und bekam eine gelbe Karte. Weitere sechs Einsätze folgten in dieser Saison. In der darauffolgenden Saison wurde er parallel bei den Amateuren und der U-19-Mannschaft in der TOTO-Jugendliga eingesetzt. Bei der U-19 konnte er in sieben Spielen genauso viele Tore erzielen. Bei den Amateuren kam er auf zehn Einsätze und drei Tore. Zudem konnte der Mittelfeldspieler sein Debüt in der höchsten österreichischen Spielklasse feiern. Unter Interimscoach Zoran Barisic wurde Kuleski in der 34. Runde am 14. Mai 2011 für Stefan Kulovits in der 84. Minute eingewechselt. Das Auswärtsspiel gegen die SV Ried wurde 1:2 verloren. Ein weiterer Einsatz in der Bundesligamannschaft folgte. Am Ende der Saison belegt Rapid Wien den fünften Platz in der Bundesligatabelle.

### International
Insgesamt kam Kuleski für die österreichische U-18-Nationalmannschaft zweimal zum Einsatz. Gegen Slowenien spielte er durch und gegen die Schweiz wurde er zur Pause ausgewechselt.